# Viktor Pestek

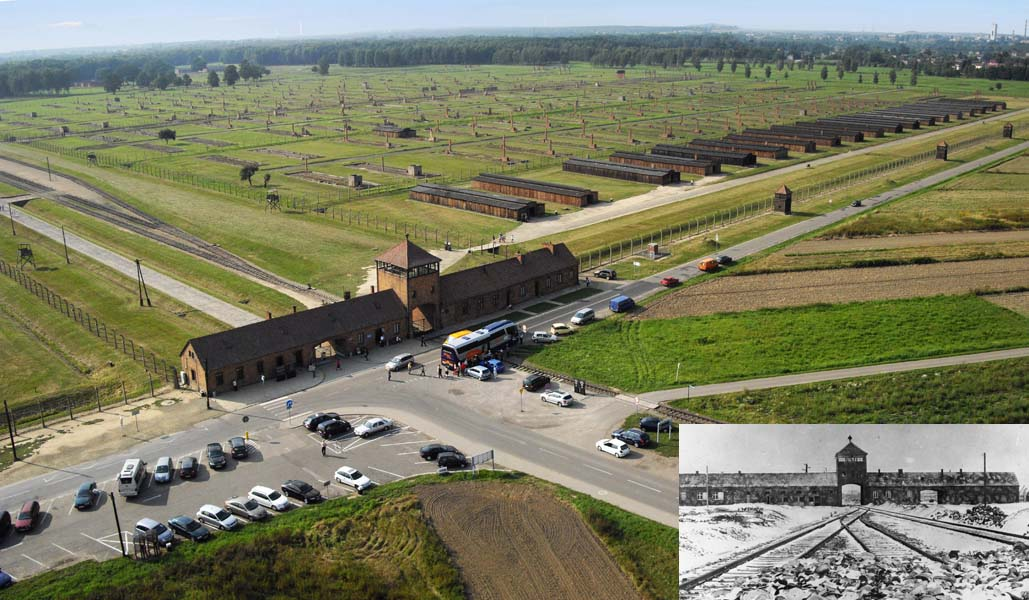
Současná podoba tábora (muzea) Auschwitz-Birkenau. V pravém dolním rohu pak známá fotografie z roku 1945

Viktor Pestek (1918 nebo 1924 v Bukovině – 8. října 1944 v obci Międzybrodzie Bialskie) byl SS-Unterscharführer (resp. SS-Rottenführer) nasazený jako dozorce v koncentračním táboře Auschwitz-Birkenau, který odtud pomohl utéct židovskému vězni Vítězslavu Ledererovi. Při pokusu o návrat do tábora byl chycen a následně popraven.

## Služba u SS
Pestek pocházel z německé katolické rodiny usazené na Bukovině. Sám se přihlásil do SS a sloužil nejprve na východní frontě. Při akci proti vesnici nedaleko Minska, kde se zřejmě nacházeli partyzáni, byl zraněn a nějakou dobu opuštěn. Partyzáni ho však nezabili, naopak mu pomohli, což na Pesteka zanechalo silný dojem. Zranění mu znemožnilo další službu na frontě. Proto byl přeložen do koncentračního tábora Auschwitz-Birkenau jako dozorce.

## V táboře smrti
Není přesně známo, kdy začal sloužit ve vyhlazovacím a koncentračním táboře Auschwitz-Birkenau (Osvětim-Březinka). Zřejmě se tak stalo koncem roku 1943. Lidé, kteří o něm podali svědectví, tvrdí, že se k vězňům choval slušně a humánně. Během své služby se zamiloval do české židovky Renée Neumanové (někdy též Neumannová). Snažil se jí (a její rodině) všemožně ulehčovat vězeňský život a plánoval, že jí pomůže uprchnout. Z neznámých důvodů se ale tento plán rozhodl odložit a nabídl spolupráci při útěku nejprve jiným vězňům. Jednalo se o Rudolfa Vrbu a Alfréda Wetzlera. Ti jeho spolupráci odmítli. Zdála se jim příliš riskantní, nevylučovali ani provokaci ze strany SS. Již několikrát se totiž stalo, že SS-man nabídl spolupráci vězni při útěku a pak ho zradil, případně přímo zabil a obdržel od nadřízených odměnu za likvidaci vězně na útěku. Nicméně Alfréd Wetzler později napsal o Pestekových pocitech ze služby v táboře, jež mu SS-man sdělil: "Nenávidím sám sebe za to, že se musím dívat na to, jak jsou zabíjeny ženy a děti. Chtěl bych něco udělat, abych zapomněl na zápach lidského masa a mohl se cítit trochu čistší." Pestek pak oslovil dřívějšího československého důstojníka Vítězslava Lederera a nabídl mu společný útěk. Podle některých historiků Pestek nenabízel pomoc při útěku jen z důvodu svědomí či z upřímné snahy pomoci, ale doufal, že mu tento skutek pomůže v posuzování své osoby v poválečném období. V březnu 1944 totiž Rudá armáda pronikla už na jeho rodnou Bukovinu a Pestek tušil, že se pomocníci nacistů budou muset zodpovídat ze svých činů. Lederer nějakou dobu váhal, ale pak souhlasil. Plán útěku vymyslel Pestek a v podstatě ho celý připravil. Podařilo se mu obstarat pro Lederera esesáckou uniformu, kolo, peníze a dokumenty (ukradl je). Zařídil si s předstihem dovolenou. Zjistil i heslo pro průchod hlídkami v den útěku. Tím měl být 5. duben 1944.

## Útěk
Informace o útěku existují jen od Vítězslava Lederera, Pestek žádný deník či jiný písemný pramen nezanechal. Podle Lederera tedy vše proběhlo následujícím způsobem.
"Ve smluvenou hodinu zablikalo z okna strážní boudy SS u brány do rodinného tábora třikrát červené světlo. V ten okamžik jsem vyšel z čistírny v uniformě SS-Scharführera se stříbrnou stuhou "Sonderdienst" a vzal si připravené kolo. S rukou zvedlou k hitlerovskému pozdravu jsem projel bránou rodinného tábora, kterou mi otevřel Pestek. Ten pak zahlásil nástup na dovolenou. Počkal jsem na něj a společně jsme prošli kordóny a další branou. Heslo "Tintenfass" nám otevřelo závoru. Ve 20:30 jsme dorazili k nedaleké železniční stanici Auschwitz a jentaktak jsme stihli naskočit do odjíždějícího spěšného vlaku."

Dostali se vlakem na Moravu, poté do Prahy a následně do Plzně. Mezitím si obstarali civilní šaty a kontaktovali několik bývalých Ledererových známých. Útěk Lederera byl odhalen 6. dubna ráno (přibližně v době, kdy přijížděli do Prahy), že je do něho zapojen i Pestek se zjistilo o něco později. Uprchlíci mezitím pobývali u známých na Plzeňsku. O jejich dalších osudech panují určité nejasnosti. Jisté však je, že Pestek nechtěl v Čechách zůstat a hodlal se vrátit do Auschwitzu, kde chtěl osvobodit svou milovanou Renée Neumanovou. Oběma bylo zřejmé, že tento plán má téměř nulovou šanci na úspěch, ale Pestek na tom evidentně trval.

## Návrat a smrt
Plán na osvobození Renée a rovněž její matky byl následující. Pestek a Lederer si opatří falešné dokumenty důstojníků SS a uniformy, což se také stalo. Pestek věděl, jak gestapo z Katowic postupovalo při vyšetřování vězňů z Auschwitz-Birkenau. Poslali auto s řidičem a důstojníkem, kteří vyzvedli vězně u brány a pak je odvezli. Takto chtěl využít Lederera, který měl být oním důstojníkem. Pestek znal i pracovníky gestapa a skrze ně chtěl zajistit povolení, jejich jménem zavolat do tábora a získat také auto. Jak přesně chtěl tuto klíčovou část plánu provést, není jasné. Lederer by pak vyzvedl vězeňkyně v táboře, na smluveném místě nabral Pesteka, a poté by se zbavili řidiče. 23. května 1944 se vydali vlakem do Auschwitz-Birkenau. Co se stalo pak, se neví zcela přesně. Někteří autoři tvrdí, že Pestek byl poznán a chycen na nádraží v Myslovicích v Polsku. Jiné zdroje uvádí, že byl zadržen až v Auschwitz-Birkenau za úplně jiných okolností. Jisté nicméně je, že Lederer unikl a zapojil se do českého protinacistického odboje.
Pestek byl následně vyslýchán a mučen. Soud s ním proběhl přímo v Auschwitz-Birkenau. Odsoudil ho k smrti a v říjnu 1944 byl v obci Międzybrodzie Bialskie (nedaleko Bílska-Bělé) popraven.